# Parque forestal de Las Aguilillas
El parque forestal de Las Aguilillas está situado en Estella del Marqués, Jerez de la Frontera

## Historia
Hay gran cantidad de eucaliptos fruto de una repoblación para mejorar la salud local y producción maderera en la década de 1960.

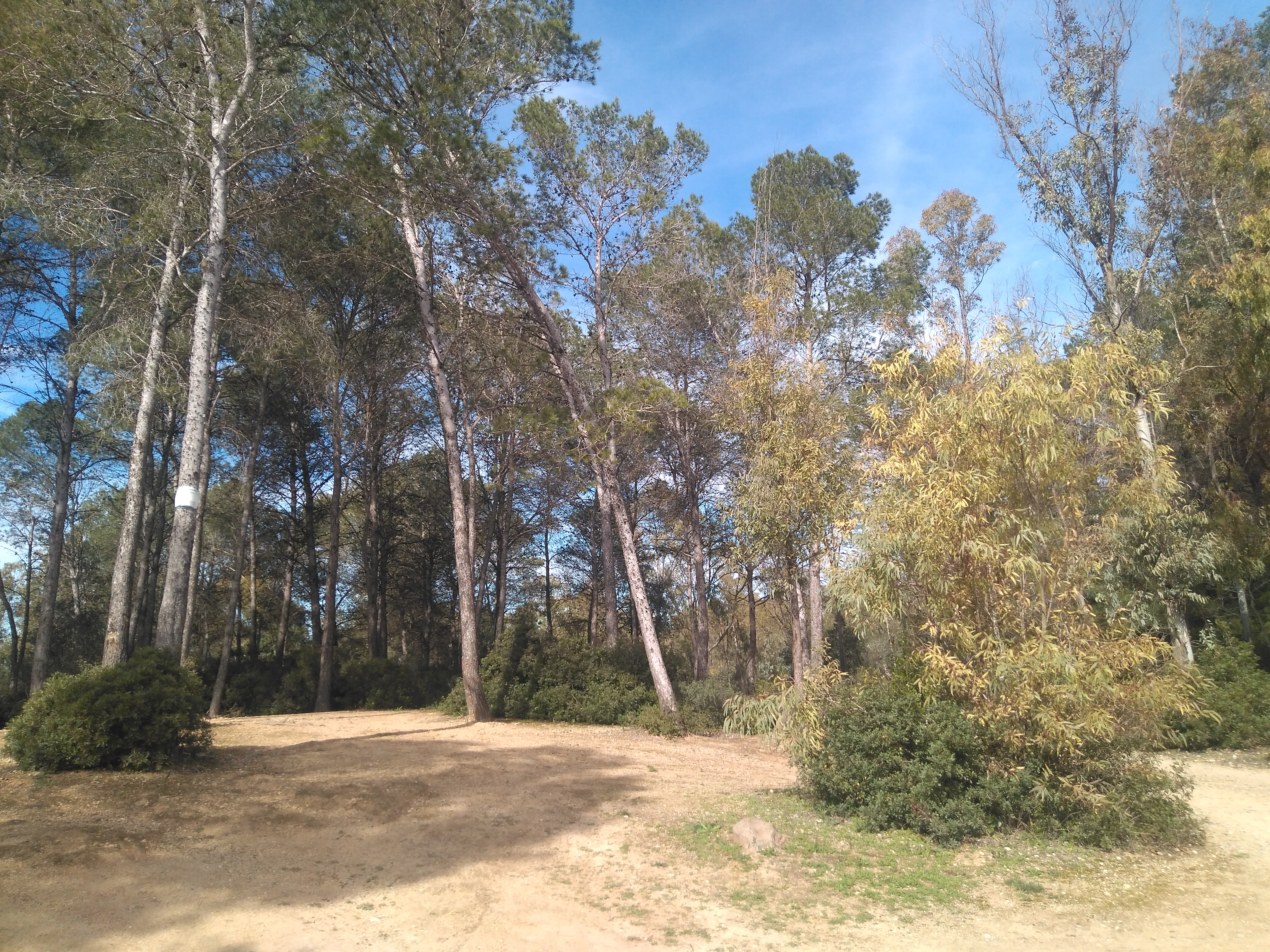
Parque

En su subsuelo hay un yacimiento arqueológico romano no señalizado, lo que indica la existencia de un núcleo poblacional que se dedicaba a fabricar ánforas para el vino de la zona, que se embarcaba en la laguna que creaba el arroyo Salado entre Caulina y las Aguilillas.

## Flora
La vegetación se halla compuesta en su mayor parte por eucaliptos y pinos de repoblación asentados sobre un suelo conocido como trías, muy pobre y de carácter básico. No obstante, permiten el desarrollo de una abundante vegetación termófila autóctona, que poco a poco se va desarrollando bien al lado de los árboles anteriores, bien conquistando vaguadas y claros en los que no tienen competencia con aquellos. Así podemos contemplar como aparecen acebuches, coscojas, lentiscos, sanguinos, palmitos, esparragueras, etc. que responden al estrato arbóreo y arbustivo original que debía tener el Parque. La vegetación potencial está formada por comunidades esclerófilas o de monte bajo mediterráneo, que se presenta como sotobosque de la vegetación arbórea o en distintas etapas de degradación debido a la acción humana.
En 2017 se activó un plan para mejorar el parque contemplando la sustitución de eucaliptos y pinos del Parque por especies autóctonas

## Fauna
Reptiles: mientras que entre los reptiles son frecuentes el lagarto ocelado y la culebra viperina, asociada al canal de riego y encharcamientos periféricos. Incluso puede encontrase aquí a la escasa culebra de collar.
Aves: En el invierno hay que destacar la abundancia de paseriformes insectívoros-frugívoros que se refugian en esta masa en la que encuentran abundante alimento en los frutos de lentiscos, acebuches y sanguinos entre otros. También existe una importante población reproductora de Chotacabras pardo y se reproducen el Cárabo y el Búho chico. Varias rapaces diurnas como el ratonero o el cernícalo vulgar frecuentan este paraje, aunque no encuentran en él las condiciones adecuadas para reproducirse.
Mamíferos: Entre los mamíferos destacan el meloncillo y el erizo.

## Uso
El parque tiene un marcado carácter público, con zonas de barbacoa y otros atractivos remozados en 2018. Además cuenta con un restaurante.

## Senderos
Además de un camino que conecta con Estella, tiene un sendero que lleva a La Guareña

## Conservación
En 2021 se aprueba su Plan Técnico de Ordenación con vigencia de 10 años